# Structures antiques d'Aiguillon
La structure antique est située à Aiguillon, en Lot-et-Garonne. Ce monument constitué de structures de caves a probablement été un entrepôt de marchandises.

## Historique
Ces structures antiques sont constituées de quatre caves gallo-romaines voûtées dont les murs sont raidis à l'extérieur par d'épais contreforts plats.
C'est une construction en petit appareil avec lits de briques pouvant laisser penser que c'est une construction romaine tardive, probablement du IIe siècle. Au cours de creusement dans une cave dans les années 1960 on a découvert une anse d'amphore. D'après Alain Dautant, il pourrait s'agir d'horrea utilisées pour le stockage de marchandises, en relation avec l'existence du vicus à vocation commerciale et d'un probable amporium sur la Garonne.
Cette construction a été intégrée à l'époque médiévale dans comme cellier du château de Lunac.
Deux contreforts ont été restaurés au XXe siècle.
Le site a été classé au titre des monuments historiques le 1er février 1985,.